# La Petite Blanche
Pour les articles homonymes, voir Rivière Blanche.
La Petite Blanche coule vers le sud en traversant les municipalités de Saint-Sixte, Lochaber et la ville de Thurso, dans la municipalité régionale de comté (MRC) de Papineau, dans la région administrative de l'Outaouais, dans la province de Québec, au Canada.
Ce ruisseau traverse des zones boisées et agricoles.

## Géographie
Les bassins versants voisins de La Petite Blanche sont :
- côté est : la Petite rivière dont l'embouchure est de 2,1 km à l'est de La Petite Blanche ;
- côté ouest : la rivière Blanche dont l'embouchure est à 3,2 km à l'ouest de la Petite Blanche. Le principal plan d'eau de tête de ce ruisseau est le lac La Blanche.

Le petit lac de tête (environ 400 m de diamètre) de La Petite Blanche est situé à 163 m d'altitude en milieu forestier, à 2,3 km au sud de l'église du village de Saint-Sixte, à 7,8 km au sud-est du lac Blanc, à 6,3 km au nord-est de la « montagne à Wingnay » et à 8,8 km (en ligne directe) au nord de la rivière des Outaouais.
La Petite Blanche coule sur 2,0 km vers le sud, jusqu'à la décharge (venant de l'ouest) de cinq lacs dont : Pearson (altitude : 211 m) et « à Mondou » (altitude : 186 m). La rivière descend ensuite sur 11,4 km (parfois en ligne droite, parfois en formant de petits serpentins), jusqu'à la rivière des Outaouais. Sur son parcours, la rivière recueille quelques ruisseaux venant de zones agricoles.
L'embouchure de La Petite Blanche est située à l'ouest de la baie Noire dans la zone du Parc national de Plaisance lequel s'étend sur les berges de la rive nord de la rivière des Outaouais. Ce secteur faisait partie de la municipalité de canton de Lochaber avant d'être regroupé en 2004 dans la ville de Thurso. Sa confluence est située en face de l'île Parker, à 2,2 km à l'est du quai du traversier de Thurso. Un plan d'eau de 2,1 km de long, séparé par un isthme de la rivière des Outaouais est situé entre le village de Thurso et La Petite Blanche.

## Toponymie
Le toponyme La Petite Blanche a été officialisé le 9 juillet 1981 à la Banque des noms de lieux de la Commission de toponymie du Québec.